# Guerra eletrónica

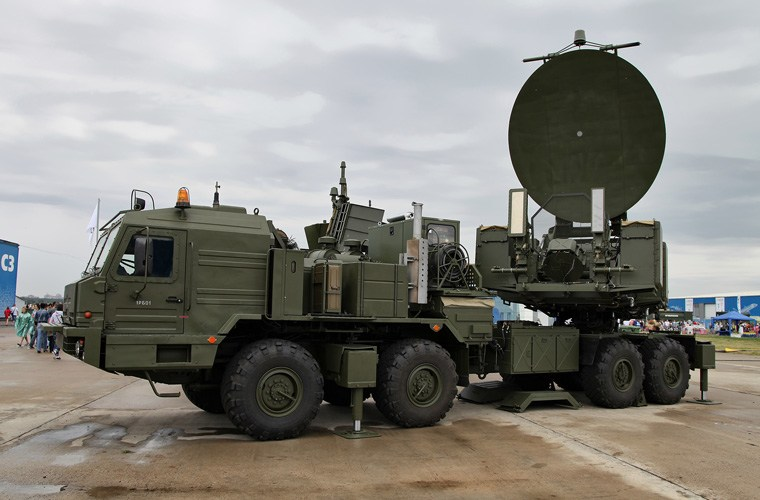
O Krasukha, um sistema de guerra eletrônica (EW) móvel, terrestre e russo usado para bloquear AWACS e radares aéreos em mísseis guiados por radar.

A guerra eletrónica (português europeu) ou guerra eletrônica (português brasileiro) (GE) consiste no conjunto de ações envolvendo o uso do espectro eletromagnético ou de energia dirigida com os propósitos de controle do espectro, de ataque a um inimigo ou de defesa contra ataques inimigos. Com esses propósitos, no âmbito da GE, é utilizada a energia eletromagnética para destruir, neutralizar ou reduzir a capacidade de combate do inimigo, busca-se tirar proveito do uso do espectro electromagnético pelo inimigo e visa-se assegurar o emprego eficiente das emissões eletromagnéticas amigas. As ações de GE podem ocorrer a partir do ar, do mar, de terra e/ou do espaço, usando sistemas manuais ou automáticos, tendo, como alvos, pessoas, comunicações, radares, outros sensores ou quaisquer outros ativos militares ou civis.

## Subdivisões
A guerra eletrônica pode ser dividida, de acordo com seus objetivos, em três grandes grupos: Medidas de Apoio de Guerra Eletrônica (MAGE), Medidas de Ataque Eletrônico (MAE) e Medidas de Proteção Eletrônica (MPE).

### Medidas de apoio de guerra eletrónica
As medidas de apoio de guerra eletrónica (MAGE) - também referidas como "apoio de guerra eletrónica", "medidas de apoio eletrónico" ou "medidas eletrónicas de apoio" - constituem uma subdivisão da GE envolvendo as ações levadas a cabo para detetar, interceptar, identificar ou localizar as fontes de energia eletromagnética irradiada de forma intencional ou não intencional pelo inimigo. O conjunto destas ações é ocasionalmente referido simplesmente como "reconhecimento", sendo que atualmente é mais frequentemente referido como "inteligência/informações, vigilância, aquisição de objetivos/alvos e reconhecimento" (ISTAR, sigla do inglês Intelligence, Surveillance, Target Acquisition and Reconnaissance).
As MAGE sobrepõem-se parcialmente à atividade de SIGINT (informações ou inteligência com origem em sinais eletromagnéticos), a qual consiste num processo análogo de interceptar, recolher, analisar e identificar transmissões cujas fontes sejam radiocomunicações, telefonia celular, radares e comunicações por micro-ondas. Por sua vez, a SIGINT inclui três subdivisões: a ELINT (inteligência eletrónica), a COMINT (inteligência de comunicações) e a FISINT (inteligência de sinais de instrumentação). Os parâmetros analisados nas atividades de SIGINT podem incluir a frequência, a largura de banda, a modulação e a polarização eletromagnética.
A distinção entre MAGE e SIGINT é determinada essencialmente pela natureza da coleta de informações, sendo que a primeira tem como objetivo as informações táticas, enquanto a segunda tem como objetivo as informações estratégicas. As MAGE são conduzidas por ativos sob o controle operacional de um comandante tático, com o propósito de obtenção de informações destinadas à identificação, priorização, localização, neutralização e evitação de ameaças imediatas às forças amigas. Por sua vez, a SIGINT tem objetivos sobretudo de natureza estratégica, sendo realizada sob o controle de entidades superiores. Contudo, os meios encarregues das MAGE podem simultaneamente coletar informação de natureza mais estratégica, que se enquadra nos objetivos da SIGINT.

### Ataque eletrônico
As medidas de ataque eletrónico - também referidas simplesmente como "ataque eletrónico" e, anteriormente, conhecidas como "contra-medidas eletrónicas (CME ou ECM, sigla do inglês Electronic Counter Measures)" - envolvem as ações para impedir ou reduzir o uso efetivo do espectro eletromagnético pelo inimigo. Incluem a realização de ações não destrutivas e de ações destrutivas contra os sistemas inimigos, através do emprego de energia eletromagnética, de energia dirigida e de armas antirradiação. As medidas de ataque eletrónico incluem o empastelamento, a decepção e a neutralização.
O empastelamento ou bloqueio consiste na radiação deliberada, re-radiação ou reflexão de energia eletromagnética, com o objetivo de reduzir a eficácia dos sistemas eletrónicos do inimigo e dificultar a sua utilização do espectro eletromagnético. Inclui o uso de meios ativos ou eletrónicos e de meio passivos ou mecânicos. Estas medidas são ocasionalmente referidas como "interferência", mas este termo aplica-se mais corretamente à degradação não intencional (por anomalia técnica ou razões acidentais) de sistemas de comunicação e radar.
A decepção ou despistamento consiste na radiação, re-radiação, alteração, absorção ou reflexão da energia eletromagnética, com o objetivo de induzir o inimigo em erro, na interpretação ou uso das informações recebidas pelos seus sistemas eletrónicos, confundindo-o, distraindo-o ou atraindo-o.
A neutralização consiste no uso de armas de energia dirigida ou de armas antirradiação, com o objetivo de danificar ou destruir os equipamentos inimigos que utilizam o espectro eletromagnético.

### Medidas de proteção eletrónica
As medidas de proteção eletrónica (MPE) - anteriormente conhecidas como "contra-contra-medidas eletrónicas" (ECCM, sigla do inglês Electronic Counter-Counter Measures) - consistem nas ações tendentes a garantir o efetivo uso do espectro eletromagnético pelas forças amigas, contrariando as medidas de ataque eletrónico levadas a cabo pelo inimigo. Podem ser ativas ou passivas.
As MPE ativas consistem em ações detetáveis, tais como a alteração dos parâmetros dos equipamentos ativos das forças amigas. As MPE passivas consistem em ações não detetáveis, como por exemplo os procedimentos ou características técnicas dos equipamentos das forças amigas.
As três prioridades das MPE são a minimização da possibilidade de deteção, a proteção dos conteúdos dos sinais e a redução da susceptibilidade para com as medidas de ataque eletrónico.